# Liste des stations du métro de Séville
Pour un article plus général, voir Métro de Séville.
Cet article dresse la liste des stations du métro de Séville par ordre alphabétique, et par ligne.

## Par ordre alphabétique
| Nom                     | Année d'ouverture | Commune                  | District      | Ligne(s)                    | Correspondance(s)                                  |
| ----------------------- | ----------------- | ------------------------ | ------------- | --------------------------- | -------------------------------------------------- |
| Amate                   | 2009              | Séville                  | Cerro-Amate   | Ligne 1 du métro de Séville |                                                    |
| Blas Infante            | 2009              | Séville                  | Los Remedios  | Ligne 1 du métro de Séville |                                                    |
| Cavaleri                | 2009              | Mairena del Aljarafe     |               | Ligne 1 du métro de Séville |                                                    |
| Ciudad Expo             | 2009              | Mairena del Aljarafe     |               | Ligne 1 du métro de Séville |                                                    |
| Cocheras                | 2009              | Séville                  | Cerro-Amate   | Ligne 1 du métro de Séville |                                                    |
| Condequinto             | 2009              | Dos Hermanas             | Quinto        | Ligne 1 du métro de Séville |                                                    |
| Europa                  | 2009              | Dos Hermanas             | Quinto        | Ligne 1 du métro de Séville |                                                    |
| Gran Plaza              | 2009              | Séville                  | Nervión       | Ligne 1 du métro de Séville |                                                    |
| La Plata                | 2009              | Séville                  | Cerro-Amate   | Ligne 1 du métro de Séville |                                                    |
| Montequinto             | 2009              | Dos Hermanas             | Quinto        | Ligne 1 du métro de Séville |                                                    |
| Nervión                 | 2009              | Séville                  | Nervión       | Ligne 1 du métro de Séville |                                                    |
| Olivar de Quintos       | 2009              | Dos Hermanas             | Quinto        | Ligne 1 du métro de Séville |                                                    |
| Pablo de Olavide        | 2009              | Séville                  | Cerro-Amate   | Ligne 1 du métro de Séville |                                                    |
| Parque de los Príncipes | 2009              | Séville                  | Los Remedios  | Ligne 1 du métro de Séville |                                                    |
| Plaza de Cuba           | 2009              | Séville                  | Los Remedios  | Ligne 1 du métro de Séville |                                                    |
| Prado de San Sebastián  | 2009              | Séville                  | Casco Antiguo | Ligne 1 du métro de Séville | Ligne T1 du tramway de Séville                     |
| 1º de Mayo              | 2009              | Séville                  | Cerro-Amate   | Ligne 1 du métro de Séville |                                                    |
| Puerta Jerez            | 2009              | Séville                  | Casco Antiguo | Ligne 1 du métro de Séville | Ligne T1 du tramway de Séville                     |
| San Bernardo            | 2009              | Séville                  | Nervión       | Ligne 1 du métro de Séville | Ligne T1 du tramway de Séville · Cercanías Sevilla |
| San Juan Alto           | 2009              | San Juan de Aznalfarache |               | Ligne 1 du métro de Séville |                                                    |
| San Juan Bajo           | 2009              | San Juan de Aznalfarache |               | Ligne 1 du métro de Séville |                                                    |

## Ligne 1
|  |   |  | Station                 | Communes                 | Correspondances                                    |
|  | - |  | ----------------------- | ------------------------ | -------------------------------------------------- |
|  | ■ |  | Ciudad Expo             | Mairena del Aljarafe     |                                                    |
|  | o |  | Cavaleri                | Mairena del Aljarafe     |                                                    |
|  | o |  | San Juan Alto           | San Juan de Aznalfarache |                                                    |
|  | o |  | San Juan Bajo           | San Juan de Aznalfarache |                                                    |
|  | o |  | Blas Infante            | Séville (Los Remedios)   |                                                    |
|  | o |  | Parque de los Príncipes | Séville (Los Remedios)   |                                                    |
|  | o |  | Plaza de Cuba           | Séville (Los Remedios)   |                                                    |
|  | o |  | Puerta Jerez            | Séville (Casco Antiguo)  | Ligne T1 du tramway de Séville                     |
|  | o |  | Prado de San Sebastián  | Séville (Casco Antiguo)  | (à venir)                                          |
|  | o |  | San Bernardo            | Séville (Nervión)        | Ligne T1 du tramway de Séville · Cercanías Sevilla |
|  | o |  | Nervión                 | Séville (Nervión)        |                                                    |
|  | o |  | Gran Plaza              | Séville (Nervión)        |                                                    |
|  | o |  | 1º de Mayo              | Séville (Cerro-Amate)    |                                                    |
|  | o |  | Amate                   | Séville (Cerro-Amate)    |                                                    |
|  | o |  | La Plata                | Séville (Cerro-Amate)    |                                                    |
|  | o |  | Cocheras                | Séville (Cerro-Amate)    |                                                    |
|  | o |  | Pablo de Olavide        | Séville (Sud)            |                                                    |
|  | o |  | Condequinto             | Dos Hermanas             |                                                    |
|  | o |  | Montequinto             | Dos Hermanas             |                                                    |
|  | o |  | Europa                  | Dos Hermanas             |                                                    |
|  | ■ |  | Olivar de Quintos       | Dos Hermanas             |                                                    |

## Ligne 2
- Pas de date de construction prévue.

|  |   |  | Station              | Communes | Correspondances |
|  | - |  | -------------------- | -------- | --- |
|  | X |  | Torre Triana         | Séville  | Ligne 4 du métro de Séville                                                                                        |
|  | x |  | Plaza de Armas       | Séville  | |
|  | x |  | Plaza del Duque      | Séville  | |
|  | x |  | Cristo de Burgos     | Séville  | |
|  | x |  | María Auxiliadora    | Séville  | Ligne 3 du métro de Séville                                                                                        |
|  | x |  | Santa Justa          | Séville  | Ligne T1 du tramway de Séville · Cercanías Sevilla · Media Distancia Renfe · Avant Renfe · Alvia Renfe · AVE Renfe |
|  | x |  | Kansas City          | Séville  | |
|  | x |  | San Pablo            | Séville  | |
|  | x |  | Carretera Amarilla   | Séville  | Ligne 4 du métro de Séville                                                                                        |
|  | x |  | Montesierra          | Séville  | |
|  | x |  | Luis Uruñuela        | Séville  | |
|  | x |  | Puerta Este          | Séville  | |
|  | x |  | Palacio de Congresos | Séville  | Cercanías Sevilla                                                                                                  |
|  | x |  | Ciencias             | Séville  | |
|  | x |  | Adelfa               | Séville  | |
|  | x |  | Aeronáutica          | Séville  | |
|  | X |  | Dr. Miguel Rios      | Séville  | |

## Ligne 3
- Construction du tronçon nord (Pino Montano Norte – Prado de San Sebastián) démarrée en 2023.

|  |   |  | Station                   | Communes                          | Correspondances                                              |
|  | - |  | ------------------------- | --------------------------------- | ------------------------------------------------------------ |
|  | ■ |  | Pino Montano Norte        | Séville (Nord)                    |                                                              |
|  | o |  | Pino Montano              | Séville (Nord)                    |                                                              |
|  | o |  | Los Mares                 | Séville (Nord)                    |                                                              |
|  | o |  | Los Carteros              | Séville (Nord)                    |                                                              |
|  | o |  | San Lázaro                | Séville (Nord)                    |                                                              |
|  | o |  | Hospital Virgen Macarena  | Séville (Macarena)                |                                                              |
|  | o |  | Macarena                  | Séville (Macarena)                |                                                              |
|  | o |  | Capuchinos (Cruz Roja)    | Séville (Macarena)                |                                                              |
|  | o |  | María Auxiliadora         | Séville (San Pablo - Santa Justa) |                                                              |
|  | o |  | Puerta Carmona            | Séville (Casco Antiguo)           |                                                              |
|  | o |  | Jardines de Murillo       | Séville (Casco Antiguo)           |                                                              |
|  | o |  | Prado de San Sebastián    | Séville (Casco Antiguo)           | Ligne 1 du métro de Séville · Ligne T1 du tramway de Séville |
|  | o |  | Plaza de España           | Séville (Sud)                     |                                                              |
|  | o |  | Parque de María Luisa     | Séville (Sud)                     |                                                              |
|  | o |  | Manuel Siurot             | Séville (Bellavista–La Palmera)   |                                                              |
|  | o |  | Hospital Virgen del Rocío | Séville (Bellavista–La Palmera)   |                                                              |
|  | o |  | Heliópolis                | Séville (Bellavista–La Palmera)   |                                                              |
|  | o |  | Pineda                    | Séville (Bellavista–La Palmera)   |                                                              |
|  | o |  | Los Bermejales            | Séville (Bellavista–La Palmera)   |                                                              |
|  | o |  | Ciudad de la Justicia     | Séville (Bellavista–La Palmera)   |                                                              |
|  | o |  | Palmas Altas              | Séville (Bellavista–La Palmera)   |                                                              |
|  | o |  | Cortijo del Cuarto        | Séville (Bellavista–La Palmera)   |                                                              |
|  | o |  | Ermita Virgen Valme       | Séville (Bellavista–La Palmera)   |                                                              |
|  | ■ |  | Hospital de Valme         | Séville (Bellavista–La Palmera)   |                                                              |

## Ligne 4
- Pas de date de construction prévue.

|  |   |  | Station                  | Communes | Correspondances             |
|  | - |  | ------------------------ | -------- | --------------------------- |
|  | x |  | Torre Triana             | Séville  | Ligne 2 du métro de Séville |
|  | x |  | Expo                     | Séville  |                             |
|  | x |  | Américo Vespucio         | Séville  |                             |
|  | x |  | Ingenieros               | Séville  |                             |
|  | x |  | Remo                     | Séville  |                             |
|  | x |  | José Díaz                | Séville  |                             |
|  | x |  | Hospital Virgen Macarena | Séville  | Ligne 3 du métro de Séville |
|  | x |  | Pío XII                  | Séville  |                             |
|  | x |  | Llanes                   | Séville  |                             |
|  | x |  | Carretera de Carmona     | Séville  |                             |
|  | x |  | Pedro Romero             | Séville  |                             |
|  | x |  | Carretera Amarilla       | Séville  | Ligne 2 du métro de Séville |
|  | x |  | Clemente Hidalgo         | Séville  | Ligne 1 du métro de Séville |
|  | x |  | Ramón y Cajal            | Séville  |                             |
|  | x |  | Ronda del Tamarguillo    | Séville  |                             |
|  | x |  | Celestino Mutis          | Séville  |                             |
|  | x |  | Virgen del Rocío         | Séville  | Cercanías Sevilla           |
|  | x |  | La Palmera               | Séville  | Ligne 3 du métro de Séville |
|  | x |  | Reina Mercedes           | Séville  |                             |
|  | x |  | Delicias                 | Séville  |                             |
|  | x |  | Virgen de la Oliva       | Séville  |                             |
|  | x |  | Parque de los Príncipes  | Séville  | Ligne 1 du métro de Séville |
|  | x |  | San Jacinto              | Séville  |                             |
|  | x |  | Ronda de Triana          | Séville  |                             |